# Castell d'Albió
Castell d'Albió era un castell, del qual actualment sols se'n conserven algunes restes, del municipi de Llorac (Conca de Barberà) declarat bé cultural d'interès nacional.

## Descripció
A la banda occidental del terme municipal de Llorac hi ha el poble d'Albió. El castell es trobava en el turó més elevat del poble. Tant en l'època templera com en l'hospitalera, al castell hi residia un carlà. Una visita prioral dels hospitalers de l'any 1602 ja deia que era un castell enderrocat. Fa unes dècades encara s'hi apreciaven els fonaments d'una torre quadrangular, que desaparegueren en emplaçar allí mateix un repetidor de TV.

## Història
Una de les primeres notícies documentals sobre Albió és de l'any 1075, quan Guillem, fill de Mir, va fer donació a la seva esposa Ermengarda de la meitat d'un alou situat al castell d'Albió. A poc a poc, entre els segles xii i xiii, Albió passà a formar part del grup de possessions que la comanda templera de Barberà (Barberà de la Conca) obtindria a la vall del Corb, les quals administraria des de la sotscomanda de Vallfogona (Vallfogona de Riucorb). Començà a obtenir-hi drets, l'any 1170, per donació de Berenguer de Montargull, que més tard ingressà al Temple i fou comanador de Barberà. Entre 1191 i 1193 amplià els dominis sobre el lloc, en rebre de Berenguer d'Albió i Carbonell de Vilagrassa la Torre d'Albió. Una altra fita important d'aquest procés, tingué lloc el 1237 pel testament de Berenguera de Llorac, que deixava a la casa de Barberà els seus drets sobre el castell i la vila d'Albió. Finalment, l'any 1250 els templers compraren al monestir de Vallbona de les Monges la part que els faltava per tenir la plena possessió sobre Albió.
Cinc anys després que l'orde del Temple fos dissolt, l'any 1317, Albió com la majoria de possessions templeres passà a l'orde de Sant Joan de Jerusalem que en mantingué la senyoria fins a la fi de l'antic règim.